# Love Forever Shines
Albums de Regina Belle
Lazy Afternoon
(2006)
Love Forever Shines est le huitième album de la chanteuse/compositrice Regina Belle, sorti sur le label Pendulum Records le 13 mai 2008. L'album atteignit la 3e place du classement Billboard Top Gospel Albums et la 15e place du classement Top R&B/Hip-Hop Albums.
Le premier single de l'album, "God Is Good", atteignit la 83e place du classement Hot R&B/Hip-Hop Songs, la 36e place du classement Hot Adult R&B Airplay et la 2e place du classement Hot Gospel Songs.

## Liste des titres
1. "Lover Forever Shines"
2. "Can't Nobody"
3. "Who Touched Me"
4. "God Is Good"
5. "Almost Slipped"
6. "I Hope He Understands"
7. "Victory"
8. "God Said"
9. "Good To Be Loved"
10. "Come Into This Place (Worship Song)"
11. "Coming Out of This"
12. "I Call on Jesus"
13. "My Destiny"
14. "I'll Never Leave You Alone"

## Classement de l'album
| Année | Classement             | Position |
| ----- | ---------------------- | -------- |
| 1989  | Billboard 200          | 119      |
| 2004  | Top Gospel Albums      | 3        |
| 2004  | Top Independent        | 14       |
| 2004  | Top R&B/Hip-Hop Albums | 15       |

## Classement des singles
| Année | Single        | Hot R&B/Hip-Hop Songs | Hot Gospel Songs | Hot Adult R&B Airplay |
| ----- | ------------- | --------------------- | ---------------- | --------------------- |
| 2008  | "God Is Good" | 83                    | 2                | 36                    |